# Nora Zaïdi
Pour les articles homonymes, voir Zaidi.
Nora Zaïdi (Nora Mebrak-Zaïdi), née le 6 juillet 1965 à Bethoncourt (Doubs), fille d'un ouvrier textile algérien, est une militante associative française qui a siégé au Parlement européen de 1989 à 1994,.

## Militante de SOS Racisme
Déléguée de Montbéliard lors du deuxième congrès national de SOS Racisme en 1988 à Noisiel (Seine-et-Marne), elle déclare au cours d'une interview pour le Journal de 20h d'Antenne 2 : « Mon père est arrivée il y a 30 ans en France, aujourd'hui il est à la retraite. Il a travaillé, il a payé des impôts, on a toujours décidé pour lui, c'est une aberration ».

## Eurodéputée
Aux élections européennes de 1989, à 24 ans, cette licenciée en anglais et en allemand figure en vingtième position sur la liste du Parti socialiste, sans pour autant être membre de ce parti : « Je n'avais jamais été adhérente au PS et je ne le suis toujours pas. Mais il (Laurent Fabius) avait rencontré plusieurs représentants de SOS Racisme, et finalement il m'a choisie. ». Elle est élue, premier membre français d'origine maghrébine au Parlement européen avec Djida Tazdaït. Dix-huit ans plus tard, elle déclare : « J'étais la plus jeune. Ce fut passionnant durant cinq ans. », « J'étais quand même un peu paumée, loin de mon milieu et trop jeune. ». 
En 1994 elle n'est plus retenue pour figurer en place éligible. Elle s'engage alors symboliquement à la onzième place sur la liste « L'Europe commence à Sarajevo » menée par Léon Schwartzenberg, liste qui sera finalement retirée par certains de ses promoteurs avant les élections européennes de 1994.

## Vie post-parlementaire
Elle disparaît ensuite de la scène politique et médiatique nationale. En 2007, elle était auditrice sociale à l'Agence nationale de l'accueil des étrangers et des migrants et conseillère municipale de gauche (opposition) à Valentigney. Elle ne siège plus actuellement (février 2012) dans ce conseil municipal.